# Německá okupace Čech, Moravy a Slezska
Německá okupace Čech, Moravy a Slezska byla vojenská okupace zbylého území české části Československa, tj. území Čech, Moravy a Slezska, které Německo a Polsko do té doby neobsadilo a neanektovalo, vojsky nacistického Německa. Proběhla 14. až 16. března 1939. V jejím důsledku bylo obsazené území Německem anektováno a byl zřízen autonomní Protektorát Čechy a Morava, vyhlášený 16. března 1939 výnosem o zřízení Protektorátu Čechy a Morava. Okupací Německo porušilo Mnichovskou dohodu, kterou samo 30. září 1938 uzavřelo.
V dobové německé literatuře se někdy psalo o Zerschlagung der Rest-Tschechei (rozbití zbytkového Česka), též Griff nach Prag (sáhnutí po Praze) nebo Erledigung der Rest-Tschechei (vyřízení zbytkového Česka).
Z pohledu mezinárodního a československého práva se jednalo o zamaskovanou formu nelegální anexe, přičemž legální vládou byla (až později vytvořená a Spojenci uznaná) exilová vláda v Londýně, vedená prezidentem Edvardem Benešem. Z tehdejšího německého pohledu šlo o legální a mírové obsazení na základě společného prohlášení československé a německé vlády ze dne 15. března 1939. V tomto prohlášení bylo Československo bráno jako uměle vytvořený stát, ahistoricky vytrhující české země z životního prostoru německého národa, vnitřně neschopný existovat a představující ohnisko nestability, ohrožující evropský mír.
Území Československa bylo již předtím zredukováno připojením Sudet k nacistickému Německu (2. října 1938), východní části českého Těšínska a částí severního Slovenska k Polsku (Těšínsko 2. října 1938 a severní Slovensko 25. listopadu 1938) a části Podkarpatské Rusi a východního a jižního Slovenska k Maďarsku (5. listopadu 1938). Výsledkem těchto ztrát území byla vnitřní krize a vyhlášení druhé republiky. Následně 14. března 1939 vyhlásilo samostatnost Slovensko (na které vzápětí vojensky zaútočilo Maďarsko a anektovalo další část východního Slovenska) a další den (15. března 1939) i Podkarpatská Rus (na kterou již den předtím, 14. března 1939, vpadlo Maďarsko, které ji nakonec i celou vojensky obsadilo a anektovalo). Pod hrozbou německého vojenského útoku zkolabovala i česká část zbytku republiky a byla anektována jako autonomní součást Německé říše.

## Předchozí události

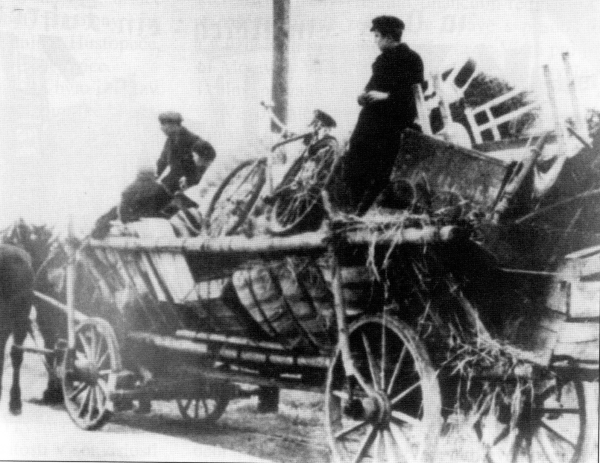
Československé úřady se na přelomu let 1938–1939 vypořádávaly s vlnou uprchlíků z obsazeného pohraničí, kterým musely zajistit ubytování.

Když 30. září 1938 brzy po půlnoci podepsali zástupci Německa, Itálie, Velké Británie a Francie Mnichovskou dohodu, zdálo se, že zachránili evropský mír. Adolf Hitler se zavázal, že poskytne Československu, které bylo přejmenováno na Česko-Slovensko, záruky, což však zůstalo pouze na papíře. Československá zahraniční politika se dostala pod německý vliv. Německo neustále činilo nátlak na okleštěnou republiku a kladlo si nepřijatelné požadavky. Německo po Česko-Slovensku např. požadovalo, aby vydalo alikvotní podíl čs. zlata a deviz, který připadal na krytí oběživa v Sudetech. Československá strana souhlasila za podmínky, že Německo převezme i alikvotní část československého státního dluhu, což německá říšská vláda (Reichsregierung) odmítla. Pod značným nátlakem nakonec byli nuceni zástupci Národní banky československé podepsat smlouvu s německou Říšskou bankou, podle níž ČSR uvolňuje 481 miliónů korun, z toho 465,8 mil. ve zlatě a zbytek v devizách, pro krytí oběživa v uloupeném pohraničí. Československý pokus o vyhlášení neutrality byl na Hitlerův příkaz zmařen. Česko-Slovensko bylo nuceno „prodat“ Německu válečný materiál za 648 041 624 předválečných Kč, který nebyl nikdy uhrazen. Též bylo nuceno Německu postoupit plány některých zbraňových systémů, např. dalekonosných kanónů vyráběných ve Škodě Plzeň. Kromě toho Německo dále podněcovalo české Němce k vyvolávání provokací, které měly ukázat světu, že Němci v Česko-Slovensku nepožívají všech práv.
Počátkem roku 1939 začaly prosakovat zprávy o tom, že Němci chtějí obsadit i zbytek Česko-Slovenska. 12. ledna dostali velitelé vybraných vojenských útvarů plány zamýšleného útoku. V průběhu února 1939 byla zahájena série protičeských provokací, které byly vyvolány českými Němci, žijících ve velkých českých a moravských městech. Začalo to provokativním hajlováním, při němž často zaznívalo „Heil März!“ jako narážka na to, že v březnu již bude okleštěné Česko-Slovensko německé. V Praze byly vyprovokovány srážky, končící policejním zásahem. Dne 12. března se při příležitosti německého Dne hrdinů objevily na několika místech v Praze vlajky s hákovými kříži. 13. března vydala berlínská tisková kancelář lživou zprávu, že pražská Národní strana připravuje s marxistickými komunistickými živly ozbrojený puč.

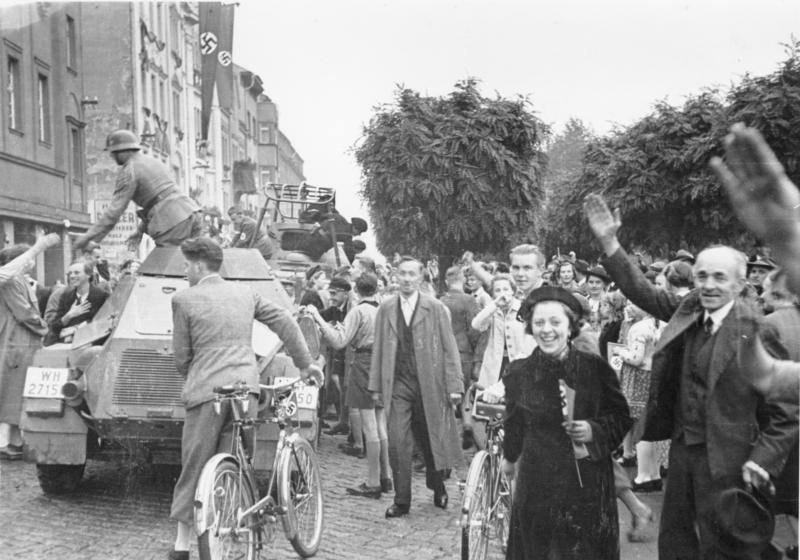
Němečtí obyvatelé Ústí nad Labem vítají vojáky nacistického Německa v říjnu 1938

Téhož dne zaútočila skupina asi 600 Němců na četnickou stanici ve Stonařově a došlo k lynčování četníků. Také se uskutečnil pochod asi šesti tisíc brněnských Němců směrem k Pohořelicím, kde došlo k zapálení české celnice a rozehnání jejího osazenstva. Navíc zpravodajská služba hlásila, že se k českým hranicím blíží silné kolony německých vojsk. Znepokojeni touto situací požádali českoslovenští představitelé Německo o vysvětlení a žádali o přijetí u ministra zahraničí nebo Adolfa Hitlera.
Začátkem října obsadilo Polsko těšínské Záolží a další část území mu byla později přislíbena. Rovněž Maďarsko usilovalo o znovuzískání svých někdejších území, jak bylo částečně ujednáno první vídeňské arbitráži z 2. listopadu 1938.
Mnichovská dohoda z roku 1938 Německu přinesla značné územní zisky. Přesto nebyl Hitler s dosaženým ziskem spokojen. Již o deset dní později předložil Wilhelmu Keitelovi tajný soupis dotazů ohledně vojenských možností k obsazení zbytkového českého území, ačkoli zprvu v několika projevech popřel snahu o získání českých území a v Mnichově dal záruku budoucí podoby hranic zbytku československého státu. 21. října vydal příkaz k přípravě vojenského „vyřízení záležitosti se zbytkem Česka“.

## Vyhlášení slovenské samostatnosti a okupace Podkarpatské Rusi
Od února 1939 bylo vytvořeno sedm vojenských jednotek, které byly připraveny ke vpochodování. Očekávané volání Slováků o německou pomoc se neuskutečnilo. Po obsazení autonomního Slovenska 9. března 1939 českou armádou (Homolův puč) se Adolf Hitler snažil donutit dosavadního slovenského ministerského předsedu Jozefa Tisa, který 13. března přijel do Berlína, podepsat předchystané vyhlášení slovenské nezávislosti. V opačném případě mělo být území Slovenska rozděleno mezi Polsko a Maďarsko.

Zánik samostatného československého státu

Říšský ministr zahraničí Joachim von Ribbentrop referoval o blížící se maďarské armádě ke slovenským hranicím. Jozef Tiso se však zdráhal učinit takové rozhodnutí sám, a proto mu bylo povoleno poradit se s členy slovenského parlamentu. Následujícího dne, 14. března, zasedal slovenský parlament a jednohlasně se usnesl na vyhlášení nezávislosti Slovenska. Téhož dne byl také parlamentem v Bratislavě přečten manifest nezávislosti první Slovenské republiky.
V německém tisku se objevila řada článků o násilných útocích proti Němcům a Slovákům v Česko-Slovensku. Jako konečný termín útoku německé armády byl Hitlerem stanoven 15. března v 6 hodin ráno. Hermann Göring byl 13. března dopisem od Hitlera ze své dovolené v San Remu povolán zpět do Berlína, kam se dostavil odpoledne 14. března.
Dne 14. března po misi slovenského předáka Jozefa Tisa do Berlína byl vyhlášen Slovenským sněmem samostatný Slovenský stát. Na Podkarpatské Rusi potlačovaly československé ozbrojené složky pokus Karpatské Síče o puč. Téhož dne však na Podkarpatskou Rus vtrhly maďarské jednotky, které ji postupně do 18. března obsadily, i když poslední boje utichly až 21. března. Československá vojska a bezpečnostní složky dostaly rozkaz ke stažení, přičemž ještě sváděly s maďarskými jednotkami tuhé ústupové boje. V Praze byli 14. března propuštěni z vězení čelní představitelé českého fašistického hnutí Vlajka. Ve 13. hodin došla na Pražský hrad zpráva, že Hitler souhlasí s návrhem prezidenta Emila Háchy o uskutečnění jeho návštěvy v Berlíně.

## 14. březen

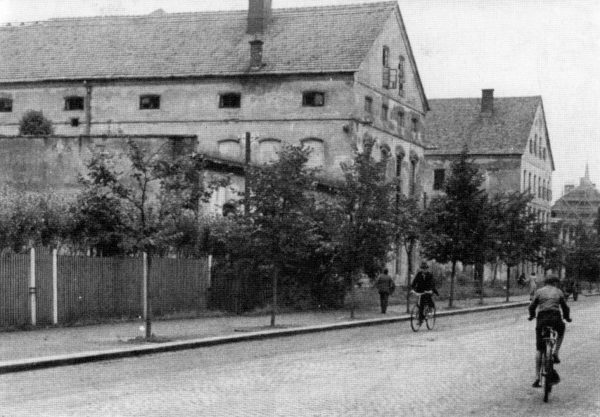
Budova Čajankových kasáren v Místku, kde se české vojsko postavilo už 14. března 1939 na odpor německým okupantům

14. března v 16 hodin odjel prezident Emil Hácha zvláštním vlakem z Prahy do Berlína, spolu s ním odcestoval i ministr zahraničních věcí dr. Chvalkovský. O hodinu později odstartovalo z ruzyňského letiště letadlo s plk. Františkem Moravcem a deseti zpravodajskými důstojníky hlavního štábu čs. armády, kteří odváželi nejdůležitější věci z tajného archívu. Už v 17:30 vstoupily na československé území první německé jednotky; jednalo se o 8. pěší divizi doprovázenou motorizovaným oddílem SS.
Nedlouho na to se toto uskupení střetlo s odloučenou 13. rotou III. praporu 8. pěšího pluku „Slezský“ ubytovaných v provizorních kasárnách v Místku. Došlo k boji, při němž příslušníci wehrmachtu použili i minomety a protitanková děla. Po krátké době vyšší německý velitel nařídil svým jednotkám zastavit palbu, neboť německé velení se obávalo eskalace konfliktu, což by odporovalo deklarovanému mírovému charakteru okupace. Čeští vojáci boj zastavili na rozkaz vrchního velení následující den. V tomto jediném ozbrojeném vystoupení čs. armády proti okupaci bylo raněno 6 českých vojáků, na německé straně byli kromě raněných i mrtví.
V 18:40 Leibstandarte SS Adolf Hitler obsadila Moravskou Ostravu a bezpečnostní policie ihned zahájila zatýkání „spiklenců“ a komunistických radních. Důvodem přednostního obsazení této oblasti byl její průmyslový význam a německá obava z eventuálního polského vpádu. Provokace a výtržnosti českých Němců také pokračovaly v Praze, Jihlavě, Olomouci a Brně, kde dokonce po puči obsadili brněnští Němci krátce po půlnoci na 15. březen důležité budovy ve městě.

## 15. březen

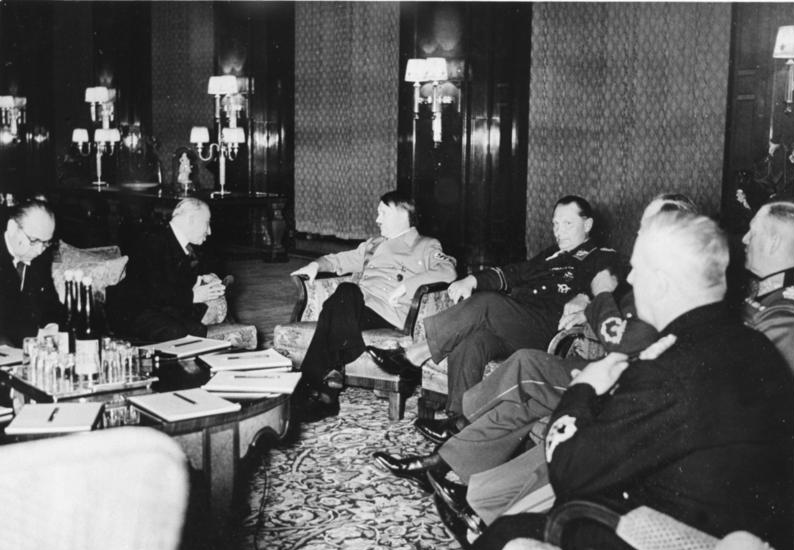
Emil Hácha a František Chvalkovský na nočním jednání s německými představiteli

Prezident Hácha společně s ministrem zahraničí dorazili do Nového říšského kancléřství (Neue Reichskanzlei) s plánem dojednat nový poměr mezi zbytkem Česko-Slovenska a Německem, přičemž doufali, že vzorem se stane postoj Německa k nově vzniklému Slovenskému státu. Rozhovory měly proběhnout na základě české žádosti. Česká delegace byla přijata se všemi protokolárními poctami mezi jednou a druhou hodinou noční. Hácha poděkoval Hitlerovi, vedle něhož seděli Joachim von Ribbentrop, Hermann Göring a generál Wilhelm Keitel za pozvání. Distancoval se od Masaryka a Beneše,[zdroj?] požádal však o uznání práva na samostatnou existenci pro svůj národ, přičemž již měl zprávy o tom, že některé německé jednotky vstoupily na severní Moravu. Hitler ve své odpovědi oznámil, že 15. března v šest hodin ráno německá armáda vpochoduje do Čech. Zároveň varoval před odporem ze strany armády či obyvatelstva. Pokud se akce německé armády odehraje v uspokojivém režimu, měla být odměněna velkorysou svébytností, autonomií a zaručenou svobodou.
Po dvou hodinách jednání opustili Hácha a Chvalkovský Hitlerovu pracovnu a pokusili se navázat telefonické spojení s Prahou. Poté následovaly rozhovory s Ribbentropem a Göringem, při kterém Göring pohrozil nálety na Prahu s ničivými následky. Přitom utrpěl Hácha srdeční příhodu, ze které se opět zotavil po injekci přivolaného Hitlerova osobního lékaře dr. Theo Morella. Telefonicky se podařilo Háchovi a Chvalkovskému instruovat vládu o německých podmínkách. Krátce před čtvrtou hodinou podepsal Hácha Prohlášení německé a česko-slovenské vlády, kde se mimo jiné praví: „Čs. prezident prohlásil, že ... klade osud českého národa a země s plnou důvěrou do rukou vůdce Německé říše.“, což byla Němci přeformulovaná zdvořilostní fráze "... osud českého národa je položen do rukou říšského kancléře", kterou Hácha použil na začátku rozhovorů. Jako právník byl Hácha navíc přesvědčen, že právní hodnota podepisovaného dokumentu je tzv. nulitní, neboť jako prezident nemá ústavní právo vzdát se územní svrchovanosti. Ve skutečnosti to ale znamenalo dočasný konec suverenity zbytku československého státu, s čímž Hitler vyjádřil uspokojení, neboť tím získal dokument, kterým později přesvědčil zahraničí o neagresivním převzetí Čech a Moravy.
Ve 3:15 hodin bylo zahájeno zasedání pražské vlády a ve 3:35 byl odeslán všem armádním sborům rozkaz se zákazem klást jakýkoliv odpor. Ve 4:30 začal pražský rozhlas vysílat zprávu o chystaném vstupu německých vojsk na území Čech a Moravy. Obyvatelstvo má zachovat klid, jít jako obvykle do práce a vyčkávat dalších zpráv. Ještě předtím, než vydal generál Jan Syrový pokyn ke kapitulaci, přikázal úřadující náčelník hlavního štábu generál Fiala z vlastní iniciativy zničit tajné spisy. Obdobně se bez pokynu shora zachovala i některá velitelství útvarů. Většina důstojnického sboru očekávala okupaci ukázněně, došlo pouze k několika symbolickým projevům odporu.

### Zahájení okupace

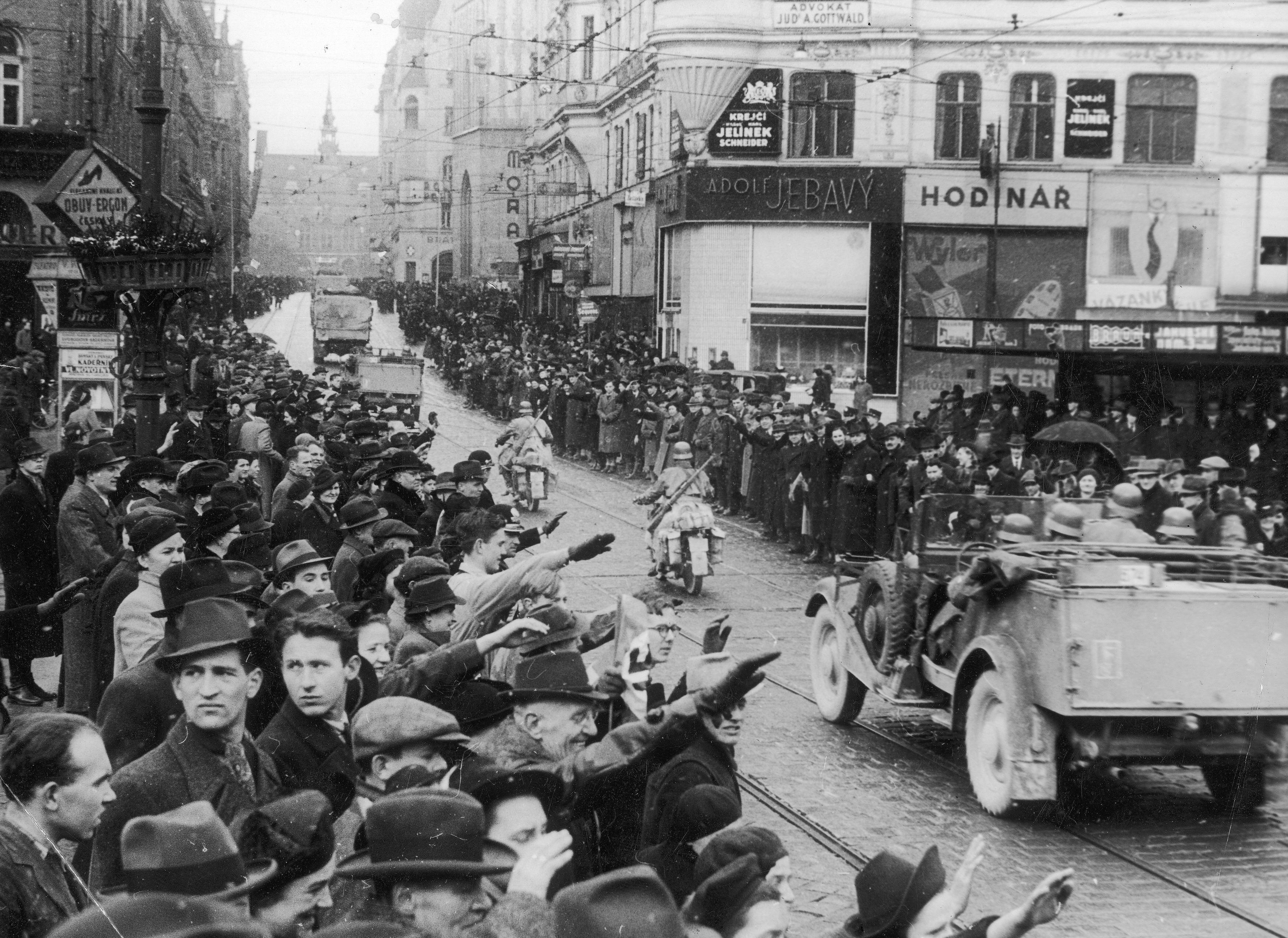
Obsazení Brna německým vojskem – smutek českých občanů a radost brněnských Němců

Ráno 15. března byl sychravý den s padajícím mokrým sněhem. Oficiálně ten den začalo německé obsazování Čech a Moravy (ačkoli na Ostravsku byly hranice překročeny německými vojenskými jednotkami již 14. března večer, aby se předešlo obsazení území polskou armádou). Operaci s krycím názvem Březnový vír velel gen. Walther von Brauchitsch. K překročení hranic došlo oficiálně přesně v 6 hodin ráno. Důvodem pro obsazení zbytků Čech a Moravy byla v německé interpretaci snaha ...zajistit životy a majetek všech obyvatel země bez rozdílu..., neboť Česko-Slovensko se podle Hitlera ... nacházelo v rozkladu... a ... panoval zde nesnesitelný teror proti německým soukmenovcům.... Okupaci Čech oficiálně prováděla 3. skupina armád generála Johannese Blaskowitze (XIV. sbor generála Gustava Antona von Wietersheim, XIII. sbor generála Maxmiliána von Weichs a IV. sbor generála Viktora von Schwedler), Moravu obsazovaly jednotky 5. skupiny armád generála Lista (XVII. sbor generála Wernera Kienitze, XVIII. sbor generála Eugena Beyera a VIII. sbor generála Ernsta Busche), celkem tedy 22 divizí o síle 350 tisíc mužů. Do vzdušného prostoru Čech a Moravy pronikla i německá Luftwaffe, ve větší míře ale německá letadla přilétala až další dny poté, co se zlepšilo počasí.
Kromě armádních jednotek dorazily na území Čech a Moravy i německé bezpečnostní složky gestapo a sicherheitsdienstu. Oddílům gestapa velel dr. Werner Best, oddílům SD Heinz Jost. Jejich operační oddíly, které se zformovaly jíž 13. března dorazily do Prahy a Brna společně s vojenskými jednotkami a začaly plnit přidělené úkoly. Z pražského velitelství operační oddíly vyrazily do Českých Budějovic, Pardubic, Plzně a Kolína, z brněnského velitelství do Ostravy, Zlína a Olomouce. Zabavovaly písemnosti českých orgánů a policejních ředitelství, které většinou nebyly zničeny. Z těchto dokumentů poté získávaly informace o potenciálních protivnících. Kromě toho tyto oddíly prováděly zatýkání německých exulantů. Tyto akce v dalších dnech vyvrcholily při Aktion Gitter.
Do ulic Prahy i jiných měst byla nasazena pořádková policie. Po 7. hodině už jedna z předsunutých německých jednotek obsadila mělnickou vysílačku, odkud se poté ozvalo německé vysílání. V 8:35 dorazily motorizované jednotky wehrmachtu do Vysočan. V 9:00 byla obsazena letiště ve Kbelích a Letňanech. Zvláštní komando abwehru obsadilo budovu hlavního štábu v Dejvicích se snahou získat písemnosti. Jejich zbytky však tou dobou dohořívaly. V té době zablokovali Němci přístup k Pražskému hradu, úplně ho obsadili v 11 hodin. V 10:30 byla obsazena kasárna v Čáslavi, ve 12 hodin bylo okupováno Uherské Hradiště. Mezi 12. a 13. hodinou obsazovaly pozemní jednotky letiště v Čechách a na Moravě (jako poslední bylo obsazeno přerovské letiště ve 13 hodin).

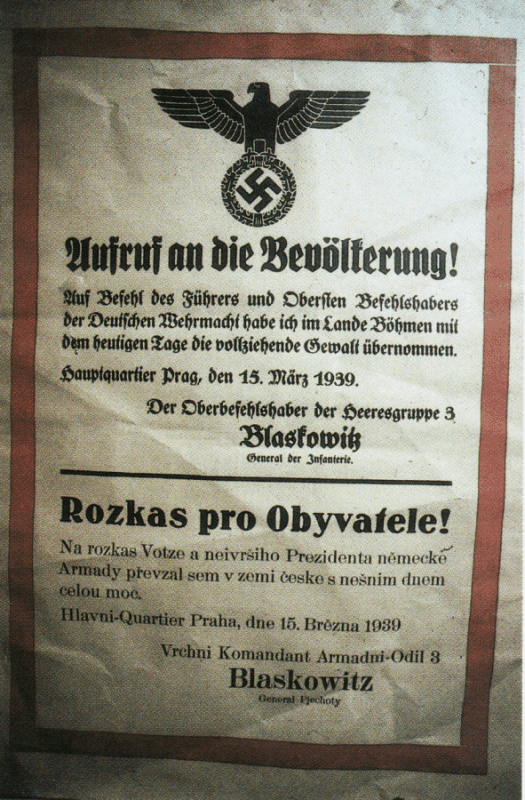
„Rozkas pro Obyvatele“

Moc se snažili uchopit pražští fašisté. Radola Gajda v generálské uniformě sice sestavil s dalšími politiky v parlamentu tzv. Český národní výbor svatováclavský, ale jeho pokusům o získání moci zabránili představitelé okupační správy. Bojůvky vlajkařů začaly vytloukat židovské obchody, obsazovaly sekretariáty různých organizací. Na nárožích se začala objevovat vyhláška napsaná špatnou češtinou „Rozkas pro Obyvatele“ o převzetí výkonné moci na okupovaném území wehrmachtem, podepsaná: „Vrchni Komandant Armadni-Odil 3 Blaskowitz General Pjechoty“.
V průběhu 15. března oznámilo německé velení představitelům Slovenského státu, že na území na západ od Váhu bude vytvořena ochranná zóna (Schutzzone) a slovenské jednotky se musí z tohoto prostoru stáhnout.
V 11 hodin odjel Emil Hácha s doprovodem z Berlína. Hitlerův vlak už byl v té době na cestě do České Lípy, okupované v říjnu 1938. Před polednem byla celá Praha obsazena. Na Hradčanech Němci rozmístili děla a namířili je na město. Před veřejné budovy, hotely a na důležité dopravní uzly byly umístěny německé ozbrojené hlídky s puškami nebo kulomety. Lidé na ulicích se nepřestali srocovat a hrozili Němcům zaťatými pěstmi. Stejná situace, jako v Praze, panovala i v dalších českých městech i na vesnicích, kudy projížděly kolony okupačních vojsk. Lidé se hroutili nebo plakali, jiní se nechali strhnout bezmocným vztekem, další nadávali německým vojákům. Radost měli jen příslušníci německé menšiny, kteří žili v hojném počtu zejména v Praze, Jihlavě, Brně a Olomouci. Tito jásali a zdravili německá vojska pozdravem „Heil Hitler!“ Ve 14 hodin pochodoval protestní průvod asi 500 Pražanů na Václavské náměstí, ale byl rozehnán policií. O půl hodiny později zasahovala policie spolu s pěti příslušníky SS proti davu Pražanů na Národní třídě. Odpoledně došlo k zlepšení počasí a na některých letištích začaly přistávat první německé vojenské letouny; vesměs se jednalo o spojovací letadla, bombardéry Dornier se ve Kbelích objevily až 16. března.

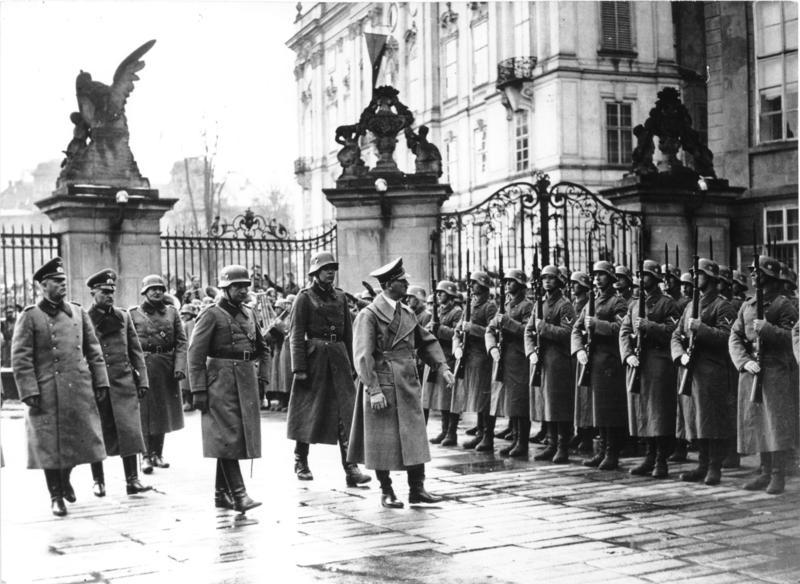
Adolf Hitler na Pražském hradě

Kromě ojedinělých případů sabotáže, při nichž došlo k probodání pneumatik německých nákladních aut, nedošlo k žádnému odporu, protože akce proti německé armádě měly být souzeny podle stanného práva. Lidé se omezili na nošení českých trikolór, na zpěv národní hymny či na házení sněhových koulí po projíždějících vojenských vozidlech. V den okupace bylo spácháno velké množství sebevražd, které nebyly nikdy šetřeny. Mnoho lidí, zejména Židů, se uchýlilo na velvyslanectví demokratických států. Pražské policejní ředitelství vydalo na příkaz německých okupačních úřadů nařízení o zákazu nočního vycházení od 21 do 6 hodin. Odpadla večerní představení kin a divadel, schůze a veřejná shromáždění byly pod nejpřísnějšími tresty zakázány.
V 17 hodin vyjel z České Lípy do Prahy Adolf Hitler. Autokolonu provázely obrněné vozy. V čele kolony jel Karl Hermann Frank. V 19:15 hodin přijela kolona na Pražský hrad, hradní stráž vystřídali esesáci. Zvláštní vlak s Emilem Háchou se vrátil do Prahy až v 19:30 hodin s úmyslným zpožděním. Z nádraží zamířil Hácha na Pražský hrad, kde zasedala vláda. Do útrob Hradu vešel na rozdíl od Hitlera bočním vchodem. V průběhu jednání podala Beranova vláda demisi, kterou však Hácha nepřijal. Adolf Hitler, ač vegetarián a abstinent, jedl na Pražském hradě pražskou šunku a vypil sklenici plzeňského piva[zdroj?]. V Praze i jinde v Čechách a na Moravě začala první noc okupace, kterou vylíčil reportér Lidových novin takto: „Obvyklý pražský pouliční život skončil ve středu po 21. hodině. Tu a tam se podél domů táhly ojedinělé postavy. Neobvykle vyhlížela opuštěná stanoviště taxíků, ulice bez tramvají, zavřené automaty, restaurace a kavárny. Volným krokem se po ulicích procházely četnické hlídky s puškami a nasazenými bodly, na křižovatkách stála dopravní stráž a někde také příslušníci říšské obrany. Také na mostech, u nádraží, veřejných budov, vodáren atd. stojí hlídky v přilbách s puškami a kulomety…“

## 16. březen

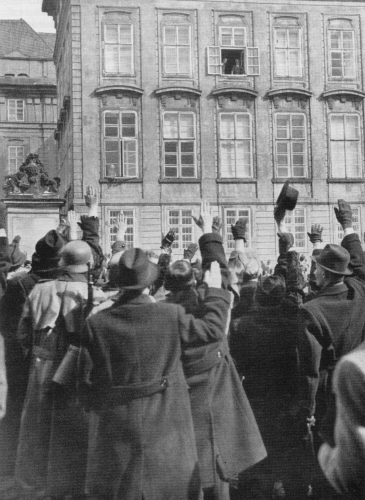
Pražští Němci zdraví Adolfa Hitlera

Ve čtvrtek 16. března vydal Hitler na Pražském hradě Výnos o zřízení Protektorátu Čechy a Morava. Čeští Němci se tímto stali občany Německa. Češi se stali občany nového Protektorátu. Česko-slovenská vláda byla přejmenována v nezměněném složení na vládu protektorátní, která byla navenek zbavena odpovědnosti za obranu, mezinárodní záležitosti, komunikační a celní služby. Češi byli podřízeni svým vlastním zákonům, pokud tyto zákony nebyly v rozporu s německými. Říšský protektor se sídlem v Praze zajišťoval, že česká vláda jedná v souladu s německými zájmy. Mohl vetovat české zákony a propouštět české ministry. Pravomoci vyhrazené říšskému protektorovi zaručovaly, že veškeré rozhodnutí českých představitelů bude podřízeno libovůli nacistických pánů v Berlíně.
Na krátkou dobu byl zaveden okupační režim. Generál pěchoty Johannes Blaskowitz byl jmenován velitelem Čech, mezi generály Rundstedta, Lista a Bürckela bylo rozděleno velení na Moravě. Vojenskou správu brzy nahradila správa civilní a došlo k odsunu značné části německých jednotek.

## Mezinárodní reakce na okupaci
Francie prostřednictvím svého ministra zahraničí Bonneta oficiálně oznámila německému velvyslanci v Paříži, že „… francouzská vláda považuje okupaci Čech a Moravy za flagrantní porušení mnichovské dohody a neuznává v žádném případě situaci, která se vytvořila německou akcí v ČSR…“
Britský premiér Neville Chamberlain se pokoušel prosadit názor, že se vznikem Slovenského státu došlo k zániku ČSR a Velká Británie není povinna garantovat její hranice. Byl však podroben tvrdé kritice ze strany opozičních liberalistů i části vládních konzervativců a Británie se připojila k francouzskému protestu. 16. března obě země stáhly z Německa své velvyslance po protestu proti vzniku samostatného Slovenského státu. Krátce na to se k protestu připojily i USA. Francie vyhlásila pohotovost své armády.
Sovětský ministr zahraničí Maxim Litvinov odsoudil vznik Protektorátu a Slovenského státu i maďarskou okupaci Podkarpatské Rusi. Navzdory tomu došlo k německo-sovětskému sbližování, které skončilo uzavřením paktu Ribbentrop–Molotov v létě roku 1939, načež uznal SSSR zřízení Slovenského státu i Protektorátu Čechy a Morava. Bývalé československé velvyslanectví v Moskvě bylo vyklizeno a předáno velvyslanci Slovenského státu.
Velká Británie a Francie o několik měsíců později de facto uznaly Slovenský stát, který byl oficiálně nebo neoficiálně uznán celkem 27 státy. Velvyslanectví Československa ve Švýcarsku bylo vyklizeno a předáno Slovenskému státu. Zřízení Protektorátu Čechy a Morava oficiálně uznaly Itálie a Maďarsko, později i SSSR.
V květnu 1939 při debatě v britské Dolní sněmovně někteří poslanci žádali po vládě Nevilla Chamberlaina, aby vydala jasné prohlášení, že Velká Británie za žádných okolností neuzná existenci Protektorátu, ale to bylo odmítnuto a v červnu 1939 začala britská vláda jednat s Německem o pokračování činnosti britského generálního konzulátu v okupované Praze.

## Formování domácího odboje
Mnoho příslušníků Československé armády se po obsazení Československa zapojilo do odbojové činnosti. Někteří odešli do zahraničí, zejména do Francie, Polska a Sovětského svazu, jiní začali budovat ilegální struktury na území bývalého Československa. Před předáním kasáren a skladů Němcům ukryli část zbraní a munice. Generálové Sergěj Ingr, Sergej Vojcechovský a Josef Bílý začali formovat organizaci Obrana národa, jejím prvním velitelem se stal Bílý. Počítalo se s brzkým povstáním proti okupantům, ale vlna zatýkání v srpnu 1939 a německý útok na Polsko ukázaly nereálnost těchto plánů. Do odboje se zapojil i generál Alois Eliáš, který se 27. dubna 1939 stal předsedou nové protektorátní vlády. Již v srpnu 1939 proběhla první vlna zatýkání odbojářů.

## Současnost
Podle průzkumu agentury Sofres-Factum k 60. výročí okupace pouze 52 % dotázaných mladých Čechů ve věku do 29 let vědělo, že 15. března 1939 začala německá okupace Čech a Moravy.
V průzkumu pro organizaci Post Bellum, který provedla na jaře 2019 agentura NMS Market Research, 56 % dotázaných Čechů správně označilo datum 15. března 1939 za začátek německé okupace a protektorátu.